# ルピア
インドネシア・ルピア（インドネシア語: Rupiah）は、インドネシアで使用されている通貨。ISO 4217の通貨コードはIDRである。補助通貨はセン。1ルピアは100センである。ただし価値が低すぎるため、センは現金の単位としては使われていない。
変動相場制を採用する。2013年以降、構造的な貿易赤字や米国の金融緩和縮小観測などによりルピア安が進行している。また、2018年5月に米国連邦準備制度理事会（FRB）が金融引き締めにかじを切ったことで、ルピアの対米ドルレートは心理的なラインとされる1米ドル14,000ルピアを越えた。そして、その影響により新興国から資金が米国に流出したことがルピア売りにつながり、同年10月には15,000ルピアを超え、1998年のアジア通貨危機時以来の安値となった。しかし、米連邦準備理事会（FRB）の利上げペースが緩やかになるとの見通しから、ルピアを買い戻す動きが出て、同年11月以降はルピア高となり、2019年4月時点では14,000ルピア=1米ドル前後となった。その後も外貨預金高を抱えながらも通貨安のリスクは継続している。
財務省や中央銀行は、ルピア安のために桁数が多くなり過ぎて「取引の際に数えることに苦労する」「多額の取引では10万ルピア札を多数必要とする」「レジや電算機・金融システム等に余分なコストが掛かる」など生活に支障をきたしている事から、しばしばデノミネーションを検討しているが実現に至ってはいない。

## 歴史
ルピアという名前は、インドの通貨のルピーから来ている。1610年から東インド会社による経済的支配が始まり、インドルピーが流入してきた。日本軍政を経て独立後、1949年にルピアがインドネシアの通貨単位として定められた。

## 紙幣
ルピアはインドネシアの中央銀行であるインドネシア銀行が発行している。
現行紙幣は、1,000ルピア、2,000ルピア、5,000ルピア、10.000ルピア、20,000ルピア、50,000ルピア、100,000ルピアの7種類で全て1998年以降に発行された物である。100,000ルピアは紙ではなくポリマー（プラスチック）の紙幣であったが、2005年1月に発行された新紙幣では再度紙製に戻った。この紙幣と同時に20,000ルピア紙幣も新タイプに変わった。その後2005年10月には50,000ルピアと10,000ルピアも新紙幣が発行された。また、最近になって新たに2,000ルピア紙幣も追加発行になった。
高額紙幣はその後もセキュリティ強化マイナーチェンジ版が発行され、紫外線発光インクや、ユーリオン模様などが採用されている。これらのマイナーチェンジ版は、肖像や基本図案、印刷色などの変更は無い。
紙幣の肖像は、100,000ルピア札はスカルノ大統領の肖像、50,000ルピア札はングラライ将軍、旧紙幣はインドネシア国歌の作者（W・ルドルフ・スプラットマン）、また20,000ルピア札は教育の父（Ki H.Dewantara）といった文化人、10,000ルピア札、5,000ルピア札、1,000ルピア札は何れもオランダからの独立運動で活躍した国民的英雄の肖像が描かれ、特に10,000ルピア紙幣には唯一の女性肖像として、インドネシアでは最も著名な女性の一人、チュ・ニャ・ディンの若い時代の肖像が描かれていた。
必然的に桁数が多くなるため、一般的には3桁で区切られ、"."(ピリオド)が用いられる。小数点を参照のこと。一部の店舗等では、下3桁を省略して価格表示をしている。または、1,000を意味する ribu を用いて、10万ルピアを 100 ribu と表記している。
| Rupiah notes '2000'—'2010' series                                |      |               |             |                                              |                                          |                |
| 画像                                                             | 画像 | 額面          | 基調色      | デザイン                                     | デザイン                                 | 発行年月日     |
| 表面                                                             | 裏面 | 額面          | 基調色      | 表面                                         | 裏面                                     | 発行年月日     |
|                                                                  |      | 1,000ルピア   | Turquoise   | パティムラ隊長                               | マイタラ島とティドレ島, 小舟に乗った漁師 | 2000年11月29日 |
|                                                                  |      | 2,000ルピア   | Brown       | パンゲラン・アンタサリ, バンジャルのスルタン | ダヤク人の踊り子 (南カリマンタン州)      | 2009年7月9日   |
|                                                                  |      | 5,000ルピア   | Yellow      | トゥアンク・イマーム・ボンジョル             | ソンケット織, タナ・ダタル(スマトラ島)   | 2001年11月6日  |
|                                                                  | en:  | 10,000ルピア  | Red-Purple  | スルタン・ムハンマド・バダルディン2世        | 伝統家屋 (南スマトラ州パレンバン)        | 2005年10月18日 |
|                                                                  |      | 10,000ルピア  | Blue-Purple | スルタン・ムハンマド・バダルディン2世        | 伝統家屋 (南スマトラ州パレンバン)        | 2010年7月20日  |
|                                                                  |      | 20,000ルピア  | Green       | オト・イスカンダル・ディ・ナタ               | 茶葉プランテーション (西ジャワ州)        | 2004年12月29日 |
|                                                                  |      | 50,000ルピア  | Blue        | グスティ・ングラライ                         | ウルン・ダヌ・ブラタン寺院 (バリ島)      | 2005年10月18日 |
|                                                                  | en:  | 100,000ルピア | Red         | スカルノとハッタ                             | DPR/MPR Building                         | 2004年12月29日 |
| これらの画像は1ミリメートルあたり0.7ピクセルの縮尺になっている。 |      |               |             |                                              |                                          |                |

### 紙幣に描かれた人物
- グスティ・ングラライ
- スカルノ
- モハマッド・ハッタ
- ルドルフ・スプラットマン
- キ・ハジャル・デワンタラ（英語版）（キ･ハジャル･デワントロ、スワルディ･スルヤニングラット）
- チュ・ニャ・ディン

## 硬貨
硬貨は50ルピア、100ルピア、200ルピア、500ルピア、1,000ルピアが発行されている。1,000ルピアはニッケルメッキ鋼鉄製、500ルピア以下はアルミニウム製である。
かつて発行されていた25ルピアのアルミニウム硬貨は、貨幣価値が低すぎるため、2010年をもって流通停止となり、2020年をもって交換も停止されて完全に失効した。
インフレーションにより、現在では補助通貨のセンの単位の紙幣・硬貨とも発行されておらず、流通もしていない。